# 謎惑館 〜音の間に間に〜
『謎惑館 〜音の間に間に〜』（なぞわくやかた おとのまにまに）は、2011年8月4日にカプコンより発売されたニンテンドー3DS用ゲームである。

## 概要
立体音響と音声認識を活かしたアドベンチャーゲームで、入社2〜3年目のスタッフを中心に少人数体制で制作された。ビジュアルアートは上杉忠弘が担当。
発売当日にはニンテンドーeショップで「第一話 光る目」がダウンロード販売開始された。第二話以降の配信は未定。

## シナリオ
1. 光る目
2. モテすぎる男
3. 四季
4. デートの結末
5. 白い部屋
6. 謎惑空間

## キャスト
- 櫻井孝宏（主人公）
- 茶風林（案内人）
- 羽多野渉（ネコ男）
- 杉山紀彰（パーロック・ポームズ）
- はらまいこ
- 水原薫（トリマー）
- 高乃麗（鏡部屋のお婆さん）
- 小野健一
- 手塚ヒロミチ
- 片山絵美
- 藤原啓治
- 鈴木秀香
- 内野恵理子
- 大林美咲
- 日笠陽子（メイド）
- 菊池志穂
- 黒川万由美
- 中村徳也
- 田中理恵
- 澤乃彩
- 八百屋杏
- 近藤広務
- 本名陽子
- 大野理絵
- 佐原誠
- 井上文彦
- 渕崎ゆり子
- 佐倉薫
- 市来光弘（ヤオイくん）
- 小柳基
- 釘宮理恵（水着の女の子）
- 平間葵
- 泰勇気（デモ隊）
- 安斎龍太
- 竹達彩奈（中学後輩）
- 小日向みわ
- 松重慎
- 米須太一
- 白石涼子（線香花火の少女）
- 近藤佳奈子
- 高柳亜弓
- 喜多康平
- 内田直哉（医者）
- 小杉ゆう子
- 栗田かおり
- 水野なみ
- 井上喜久子（迷路の女性）
- 古川雄一
- 石狩勇気
- 園崎未恵（音楽の先生）
- 鶴岡聡
- 新田綾香

## インターネットラジオ
「音の間に間に! 謎惑RADIO☆」が公式サイトで配信された。全2回。
パーソナリティ
- 井上喜久子（おねえさん）
- 市来光弘（ヤオイくん）
- 近藤佳奈子（クリ男）

配信期間
- 2011年5月 - 2011年6月